# فيرا سوكوفا
فيرا سوكوفا (بالتشيكية: Věra Suková)‏ مواليد 13 يونيو 1931 في أوهرسكه هراديشتيه، تشيكوسلوفاكيا - الوفاة 13 مايو 1982 في براغ، كانت لاعبة كرة مضرب تشيكية. كما أنها إحدى بطلات الجراند سلام. أعلى تصنيف لها في الفردي كان المركز الـ 5 في سنة 1962.

## النهائيات

### الفردي: 1 (1 الوصافة)
| الحصيلة | السنة | البطولة        | الأرضية | المنافس           | النتيجة  |
| ------- | ----- | -------------- | ------- | ----------------- | -------- |
| الوصافة | 1962  | بطولة ويمبلدون | عشبية   | كارين هنتز سوسمان | 4–6, 4–6 |

## الخط الزمني للفردي
مفتاح
| ف | ن | ن.ن | ر.ن | د# | د.م | ل | أ.أ | ت | غ | ب | ف | ذ | م.خ | ل.ت |

(ف) فاز بالبطولة (ن) وصل النهائي (ن.ن) نصف النهائي (ر.ن) ربع النهائي (د#) الأدوار الأربعة الأولى (د.م) دور المجموعات (ل) شارك في كأس ديفيز (أ.أ) خرج من الأدوار الاولى (ت) خسر التصفيات التأهيلية (غ) غاب عن الحدث أو البطولة (ب) حصل على ميدالية برونزية (ف) حصل على ميدالية فضية (ذ) حصل على ميدالية ذهبية (م.خ) بطولة الماسترز خُفضت إلى مرتبة أقل (ل.ت) البطولة لم تعقد في السنة المعينة.
لتجنب الارتباك وازدواجية الحساب، يتم تحديث هذه المعلومات إما في نهاية البطولة، أو عندما تكون مشاركة اللاعب في البطولة قد انتهت.
| الدورة             | 1956  | 1957  | 1958  | 1959  | 1960  | 1961  | 1962  | 1963  | 1964  | إجمالي ف/م |
| ------------------ | ----- | ----- | ----- | ----- | ----- | ----- | ----- | ----- | ----- | ---------- |
| البطولة الأسترالية | غ     | غ     | غ     | غ     | غ     | غ     | غ     | غ     | غ     | 0 / 0      |
| البطولة الفرنسية   | د2    | ن.ن   | د4    | ر.ن   | ر.ن   | د4    | د3    | ن.ن   | ر.ن   | 0 / 9      |
| بطولة ويمبلدون     | د4    | د3    | غ     | د3    | د4    | ر.ن   | ن     | د3    | د2    | 0 / 8      |
| البطولة الأمريكية  | غ     | غ     | غ     | غ     | غ     | غ     | ر.ن   | د4    | غ     | 0 / 2      |
| م.ف                | 0 / 2 | 0 / 2 | 0 / 1 | 0 / 2 | 0 / 2 | 0 / 2 | 0 / 3 | 0 / 3 | 0 / 2 | 0 / 19     |

- إجمالي ف / م = إجمالي الفوز والمشاركة

## وصلات خارجية
- فيرا سوكوفا على موقع رابطة محترفات التنس (الإنجليزية)
- فيرا سوكوفا على موقع الاتحاد الدولي لكرة المضرب (الإنجليزية)
- فيرا سوكوفا على موقع كأس بيلي جين كينغ (الإنجليزية)
- فيرا سوكوفا على موقع بطولة ويمبلدون (الإنجليزية)
- فيرا سوكوفا على موقع خلاصة التنس.كوم (الإنجليزية)

- الموقع الرسمي